# Team Reptile
Team Reptile is een Nederlandse onafhankelijke ontwikkelaar en uitgever van computerspellen gevestigd in Hilversum. Het bedrijf werd opgericht in 2011.

## Geschiedenis
Oprichters Dion Koster en Tim Remmers begonnen Team Reptile tijdens hun afstudeerjaar aan de kunstacademie.  Aanvankelijk opereerde het bedrijf vanuit een zolderkamer, maar in 2013 verhuisden ze naar een kantoor in Hilversum.
Hun eerste uitgave was Megabyte Punch in 2013, een 3D-vechtspel. Hoewel het spel positieve recensies ontving, was het geen onmiddellijk commercieel succes voor het bedrijf. Vervolgens brachten ze Lethal League uit in 2014, gevolgd door Lethal League Blaze in 2017. Beide titels werden goed ontvangen binnen het vechtspelgenre.
In 2020 kondigde Team Reptile Bomb Rush Cyberfunk aan, hun eerste spel buiten het vechtspelgenre. Het spel is geïnspireerd door Jet Set Radio en Kosters interesse in hiphopcultuur, dans en graffiti. Het spel werd in 2023 uitgebracht en was een commercieel succes.

## Ontwikkelde spellen
| Uitgave | Titel               | Platform                                                            |
| ------- | ------------------- | ------------------------------------------------------------------- |
| 2013    | Megabyte Punch      | Linux, OS X, Windows, Nintendo Switch                               |
| 2014    | Lethal League       | Linux, OS X, Windows, PlayStation 4                                 |
| 2018    | Lethal League Blaze | Linux, OS X, Windows, Nintendo Switch, PlayStation 4                |
| 2023    | Bomb Rush Cyberfunk | Windows, Nintendo Switch, PlayStation 4, PlayStation 5, Xbox Series |